# Otto Dockhorn
Otto Franz Dockhorn (* 16. Januar 1921 in Wolferstedt; † 27. Oktober 2004 in Kassel) war ein deutscher Pädagoge und Politiker (FDP).

## Leben
Otto Dockhorn war der Sohn des Friseurs Franz Dockhorn, der im Ersten Weltkrieg so schwer verwundet wurde, dass er den Beruf nicht ausüben konnte, und dessen Ehefrau Klara geborene Vondran. Er heiratete am 13. November 1944 in Kirchhain Hannelore geborene Stoeckigt (* 8. November 1924 in Marburg).
Nach dem Abitur und der Teilnahme am Zweiten Weltkrieg absolvierte Dockhorn ein Lehrerstudium. Er trat 1948 in den Schuldienst ein und arbeitete als Lehrer in Kirchhain. 1958 wurde er Lehrer und 1961 Rektor an der Gerhart-Hauptmann-Schule in Kassel. Seit 1969 war er Schulrat im Landkreis Kassel. Er war Mitglied der Gewerkschaft Erziehung und Wissenschaft (GEW) und seit 1967 deren stellvertretender Landesvorsitzender in Hessen.
Dockhorn trat zum 1. September 1939 mit 18 Jahren in die NSDAP ein (Mitgliedsnummer 7.189.811). 1948 trat er in die FDP ein.
Von 1968 bis 1972 war er Stadtverordneter der Stadt Kassel und 1978 Stadtverordneter der damaligen Stadt Lahn. Dem Hessischen Landtag gehörte er von 1970 bis zu seiner Mandatsniederlegung am 25. Januar 1973 an.
Dockhorn war von 1973 bis 1978 Bürgermeister der Stadt Gießen. Von Dezember 1978 bis Juli 1984 war er Staatssekretär im Innenministerium in der von Ministerpräsident Holger Börner geführten Regierung des Landes Hessen.
1985 wurde er mit dem Großen Bundesverdienstkreuz ausgezeichnet.